# Собралия
Собралия (порт. Sobrália) — муниципалитет в Бразилии, входит в штат Минас-Жерайс. Составная часть мезорегиона Вали-ду-Риу-Доси. Находится в составе крупной городской агломерации. Входит в экономико-статистический микрорегион Говернадор-Валадарис. Население составляет 5875 человек на 2006 год. Занимает площадь 206,970 км². Плотность населения — 28,4 чел./км².

## История
Город основан 30 декабря 1962 года.

## Статистика
- Валовой внутренний продукт на 2003 год составляет 18 080 084,00 реалов (данные: Бразильский институт географии и статистики).
- Валовой внутренний продукт на душу населения на 2003 год составляет 2982,53 реалов (данные: Бразильский институт географии и статистики).
- Индекс развития человеческого потенциала на 2000 год составляет 0,685 (данные: Программа развития ООН).